# Siberische husky
De Siberische husky is een hondenras behorend tot de pool- en keeshonden van het oertype. Van oorsprong is de husky een werkhond, gebruikt door Siberische nomaden om zich snel per slee over sneeuw en ijs te kunnen voortbewegen. Toen omstreeks 1900 in Alaska wedstrijden met sledehonden in de belangstelling kwamen werd de husky ook buiten Siberië ontdekt. Dankzij zijn dikke vacht kan hij uitstekend sneeuw en kou trotseren. De husky heeft een atletische bouw en heeft veel beweging nodig.

## Uiterlijk
De schofthoogte van reuen (mannetjes) is ongeveer 53-60 centimeter en van teven (vrouwtjes) ongeveer 51-56 centimeter, het gewicht van een reu kan variëren tussen 21 en 27 kilogram, dat van de teef tussen 16 en 23 kilogram. De husky heeft een middellange dubbele vacht. De kleuren kunnen variëren van wit, grijs-wit en bruin-wit tot zwart-wit en heel soms gevlekt. Husky's kunnen bruine ogen, blauwe ogen of twee verschillende kleuren ogen (maanogen) hebben. Een Siberische husky heeft meestal spits-opstaande oren.

## Karakter
Husky's zijn meestal vriendelijk voor vriend en vijand en daardoor niet echt geschikt als waakhond. Husky's zijn van nature zelfstandig en eigenzinnig, een training gebaseerd op aversieve methoden en dwang werkt hierbij zeer averechts. Werken vanuit de intrinsieke motivatie van de hond levert daarbij betere en duurzamere resultaten op. Ze kunnen vaak goed omgaan met kinderen, maar omwille van hun jachtinstinct dient opgepast te worden met katten en andere kleine dieren. Husky's kunnen met katten samenleven als ze hier van jongs af aan mee zijn opgegroeid.

## Sociaal
De Siberische husky is over het algemeen tolerant voor mensen en soortgenoten. Als groepsdier heeft hij doorgaans behoefte aan gezelschap en vindt hij het niet prettig om alleen te zijn. Doordat bij de aanschaf van de husky vaak vooral rekening wordt gehouden met het uiterlijk en niet altijd met het karakter en de behoefte aan beweging en aandacht komen "onhandelbare" huskies nog wel eens in een dierenasiel terecht. 

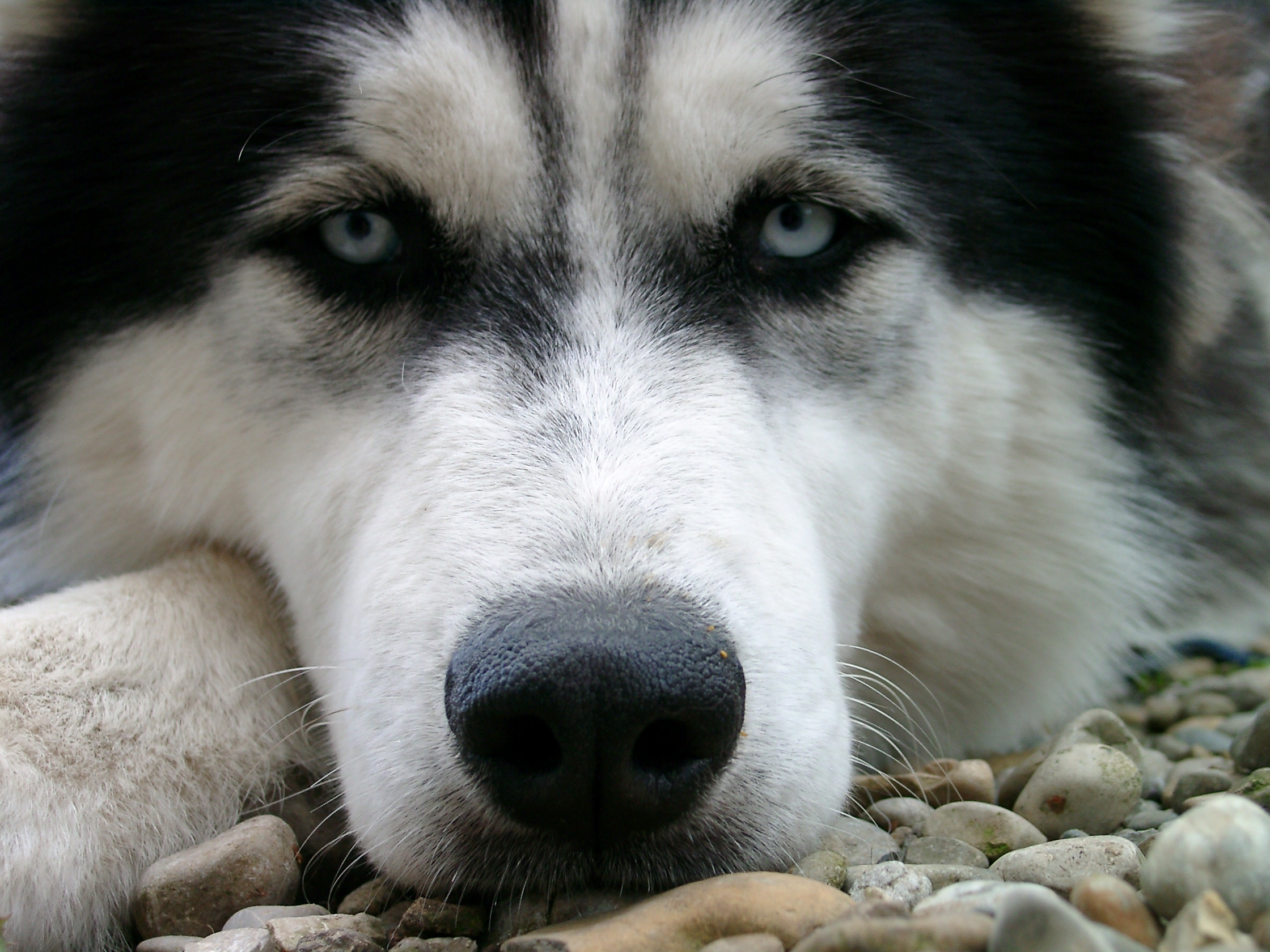
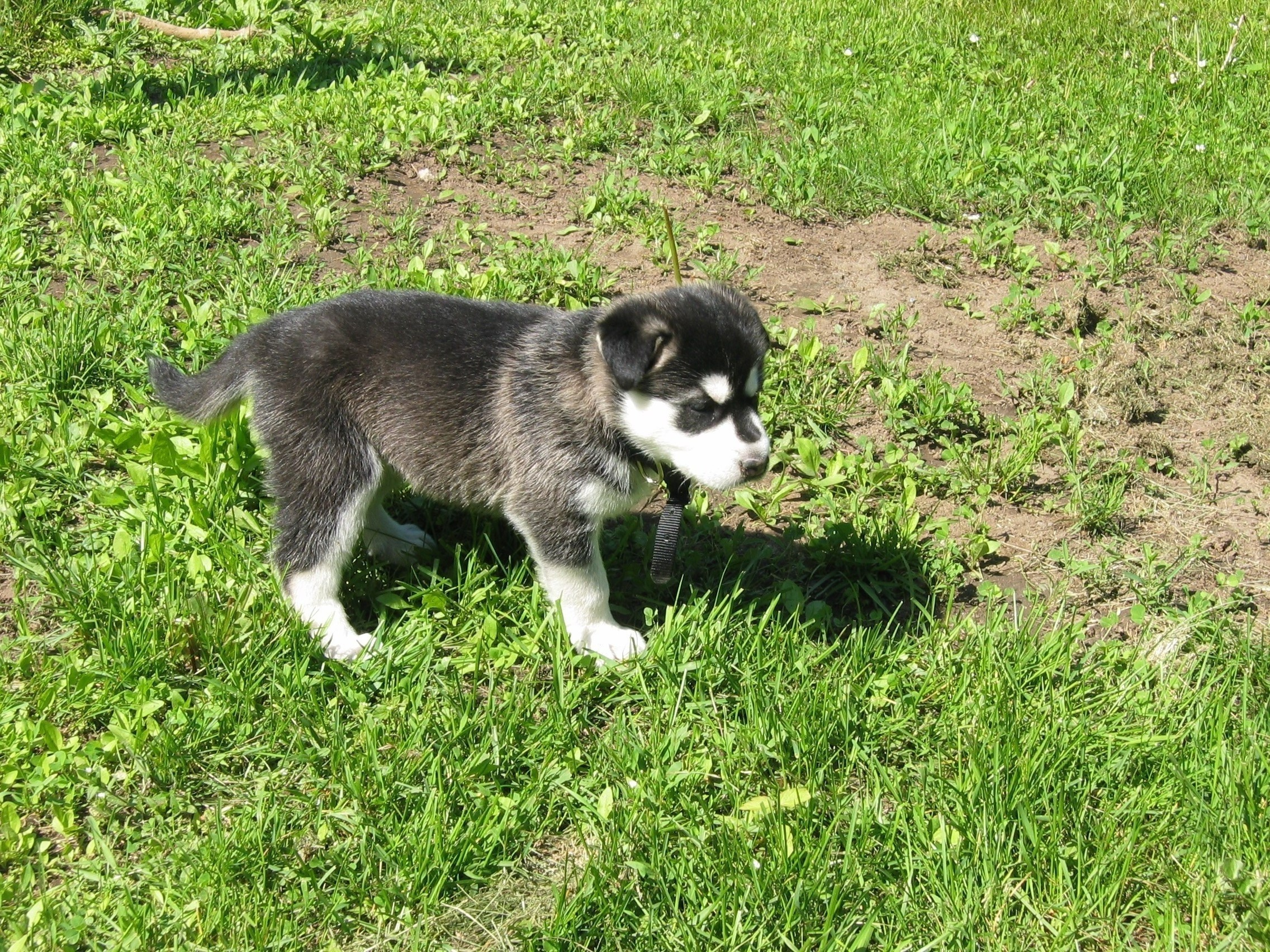
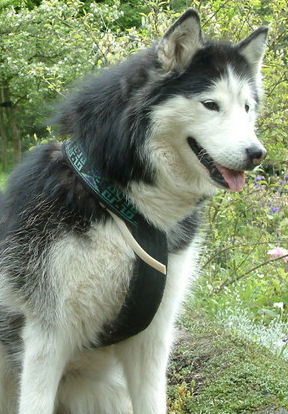
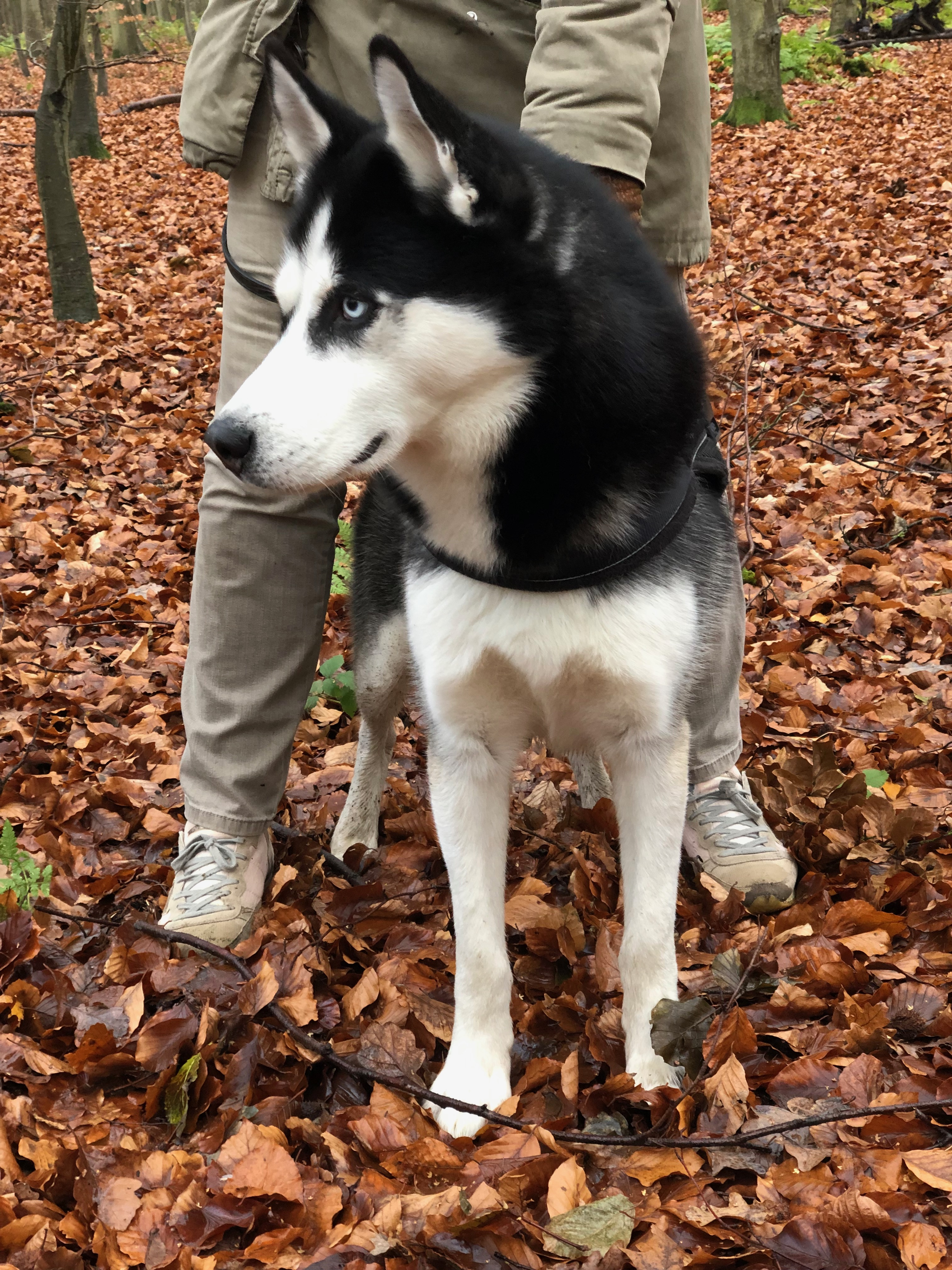
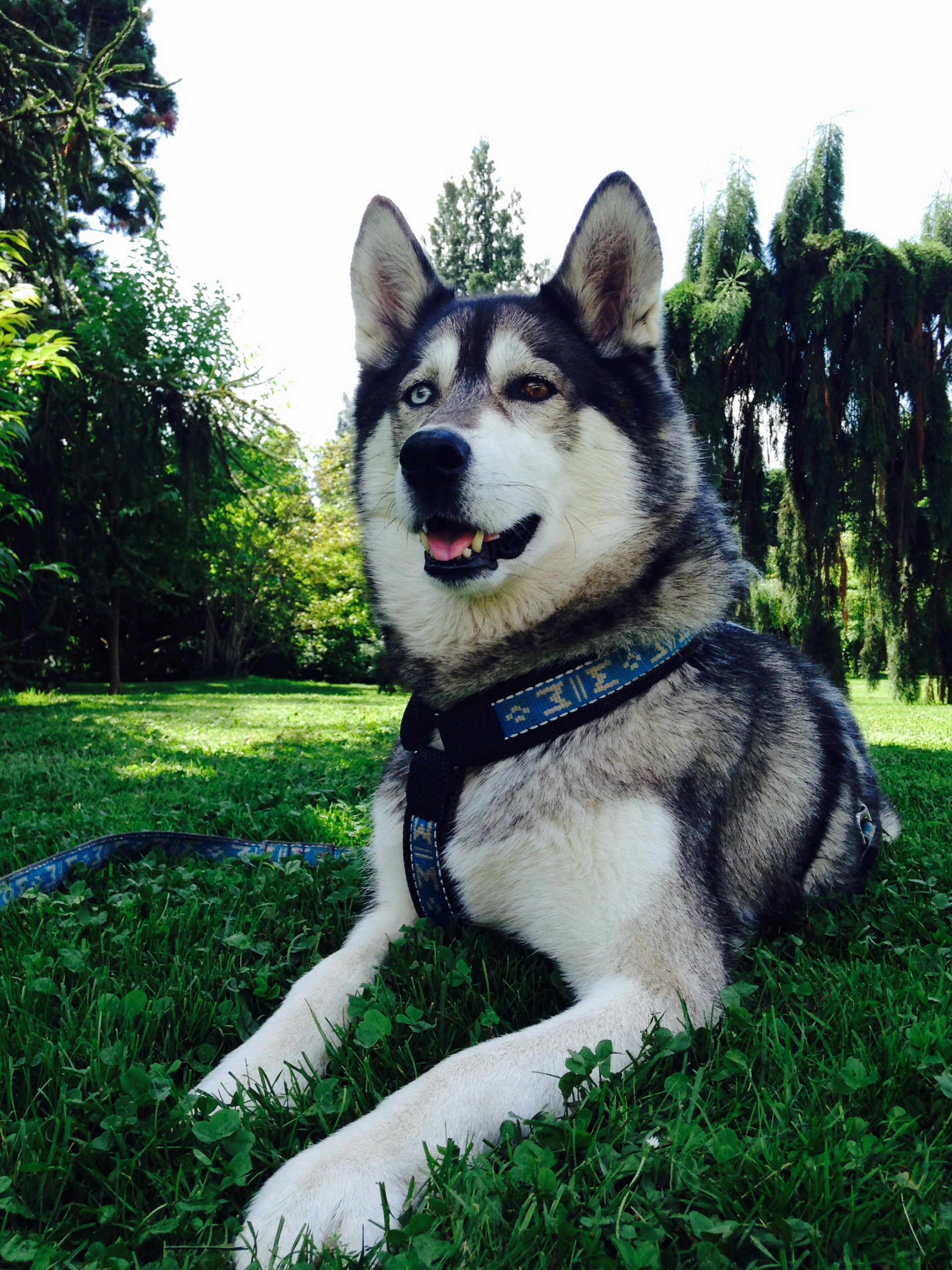
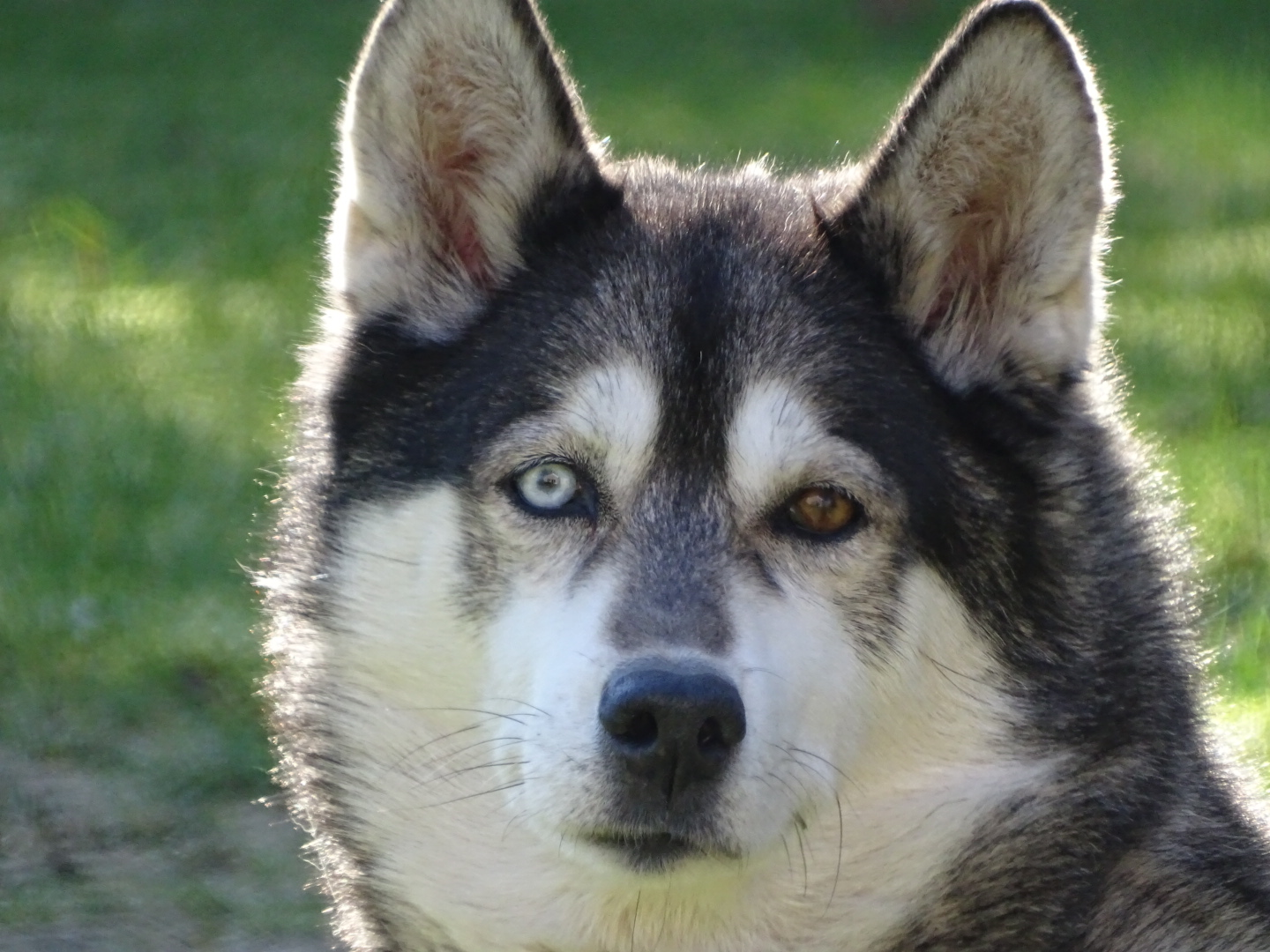